# Jacob Holm (Handballspieler)
Jacob Tandrub Holm (* 5. September 1995 in Esbjerg, Dänemark) ist ein dänischer Handballspieler. Er steht beim französischen Verein Paris Saint-Germain unter Vertrag.

## Karriere

### Verein
Jacob Holm spielte in der Jugend bei Skjern Håndbold. 2013 wechselte er zum Erstligisten Ribe-Esbjerg HH, mit dem der 1,95 Meter große Rückraumspieler in der Saison 2017/18 am EHF-Pokal teilnahm. Ursprünglich war für 2019 geplant, dass Holm in die deutsche Handball-Bundesliga zu den Füchsen Berlin wechselt. Der Wechsel wurde dann aber vorgezogen, so dass er bereits seit der Saison 2018/19 für die Berliner aufläuft. Mit den Füchsen gewann er die EHF European League 2022/23. Zur Saison 2023/24 wechselte er zum französischen Spitzenklub Paris Saint-Germain. Mit PSG gewann er 2024 und 2025 die französische Meisterschaft.

### Nationalmannschaft
Jacob Holm gehört zum Kader der dänischen Handballnationalmannschaft, für die er am 4. November 2016 im polnischen Płock im Länderspiel gegen die Färöer debütierte. Bei der WM 2021 wurde er mit einem 26:24-Sieg über die Schweden Weltmeister. Mit Dänemark gewann er bei den Olympischen Spielen in Tokio die Silbermedaille. Bei der Europameisterschaft 2022 gewann er mit Dänemark die Bronzemedaille. Im Spiel um Platz 3 erzielte er 10 Treffer. Bei der WM 2023 gelang ihm mit dem Team die Titelverteidigung.

## Bundesligabilanz
| Saison  | Verein        | Spielklasse | Spiele | Tore | Assists | 2min |
| ------- | ------------- | ----------- | ------ | ---- | ------- | ---- |
| 2018/19 | Füchse Berlin | Bundesliga  | 34     | 116  | 56      | 4    |
| 2019/20 | Füchse Berlin | Bundesliga  | 25     | 75   | 41      | 5    |
| 2020/21 | Füchse Berlin | Bundesliga  | 33     | 111  | 26      | 6    |
| 2021/22 | Füchse Berlin | Bundesliga  | 33     | 134  | 74      | 3    |
| 2022/23 | Füchse Berlin | Bundesliga  | 34     | 137  | 65      | 2    |
| 2018–   | gesamt        | Bundesliga  | 159    | 573  | 262     | 20   |

## Erfolge
- mit Füchse Berlin
  - EHF-Pokal/EHF European League  2023  2019, 2021

- mit PSG
  - Französischer Meister: 2024, 2025

- mit Dänemark
  - Weltmeisterschaft  2021, 2023
  - Europameisterschaft  2022
  - Olympische Spiele  2020